# Boxeuropameisterschaften 2008
Die 37. Herren-Boxeuropameisterschaften der Amateure wurden vom 5. bis zum 15. November 2008 im britischen Liverpool ausgetragen.
Die Ukraine wurde mit vier Titeln erfolgreichste Nation. Russland und Armenien holte zwei Goldmedaillen und Gastgeber England, Belarus und Bulgarien je einen Europameistertitel. Es fanden Wettkämpfe in elf Gewichtsklassen statt.

## Ergebnisse

### Halbfliegengewicht bis 48 kg
| Platz | Land | Athlet              |
| ----- | ---- | ------------------- |
| 1     | ARM  | Howhannes Danieljan |
| 2     | SPA  | Kelvin de la Nieve  |
| 3     | HUN  | István Ungvári      |
| 3     | TUR  | Ferhat Pehlivan     |

### Fliegengewicht bis 51 kg
| Platz | Land | Athlet             |
| ----- | ---- | ------------------ |
| 1     | UKR  | Heorhij Tschyhajew |
| 2     | SWE  | Salomo N’tuve      |
| 3     | MOL  | Alexander Riscan   |
| 3     | MAK  | Mumin Veli         |

### Bantamgewicht bis 54 kg
| Platz | Land | Athlet            |
| ----- | ---- | ----------------- |
| 1     | ENG  | Luke Campbell     |
| 2     | BUL  | Detelin Dalakliew |
| 3     | GER  | Denis Makarov     |
| 3     | WAL  | Andrew Selby      |

### Federgewicht bis 57 kg
| Platz | Land | Athlet              |
| ----- | ---- | ------------------- |
| 1     | UKR  | Wassyl Lomatschenko |
| 2     | RUS  | Araik Ambartsumow   |
| 3     | FRA  | Hicham Ziouti       |
| 3     | SWE  | Bashir Hassan       |

### Leichtgewicht bis 60 kg
| Platz | Land | Athlet           |
| ----- | ---- | ---------------- |
| 1     | RUS  | Leonid Kostylew  |
| 2     | BLR  | Wasgen Safarjanz |
| 3     | IRE  | Ross Hickey      |
| 3     | HUN  | Miklós Varga     |

### Halbweltergewicht bis 64 kg
| Platz | Land | Athlet               |
| ----- | ---- | -------------------- |
| 1     | ARM  | Eduard Hambardsumjan |
| 2     | HUN  | Gyula Káté           |
| 3     | IRE  | John Joe Joyce       |
| 3     | POL  | Marcin Łęgowski      |

### Weltergewicht bis 69 kg
| Platz | Land | Athlet             |
| ----- | ---- | ------------------ |
| 1     | BLR  | Mahamed Nurudsinau |
| 2     | GER  | Jack Culcay-Keth   |
| 3     | TUR  | Abdülkadir Köroğlu |
| 3     | FRA  | Jaoid Chiguer      |

### Mittelgewicht bis 75 kg
| Platz | Land | Athlet              |
| ----- | ---- | ------------------- |
| 1     | UKR  | Iwan Senaj          |
| 2     | RUS  | Maxim Koptjakow     |
| 3     | IRE  | Eamon O’Kane        |
| 3     | MOL  | Victor Cotiujanshiu |

### Halbschwergewicht bis 81 kg
| Platz | Land | Athlet             |
| ----- | ---- | ------------------ |
| 1     | UKR  | Oleksandr Ussyk    |
| 2     | BLR  | Sjarhej Karnejeu   |
| 3     | LAT  | Nikolajs Grišuņins |
| 3     | GER  | René Krause        |

### Schwergewicht bis 91 kg
| Platz | Land | Athlet           |
| ----- | ---- | ---------------- |
| 1     | RUS  | Jegor Mechonzew  |
| 2     | ARM  | Zolak Ananikjan  |
| 3     | ROM  | Petrișor Gănănău |
| 3     | HUN  | József Darmos    |

### Superschwergewicht über 91 kg
| Platz | Land | Athlet            |
| ----- | ---- | ----------------- |
| 1     | BUL  | Kubrat Pulew      |
| 2     | RUS  | Denis Sergejew    |
| 3     | UKR  | Roman Kapitonenko |
| 3     | BIH  | Memnun Hadžić     |

## Medaillenspiegel
| Platz | Nation                  | Gold | Silber | Bronze | Gesamt |
| ----- | ----------------------- | ---- | ------ | ------ | ------ |
| 1     | Ukraine                 | 4    | 0      | 1      | (5)    |
| 2     | Russland                | 2    | 3      | 0      | (5)    |
| 3     | Armenien                | 2    | 1      | 0      | (3)    |
| 4     | Belarus                 | 1    | 2      | 0      | (3)    |
| 5     | Bulgarien               | 1    | 1      | 0      | (2)    |
| 6     | England                 | 1    | 0      | 0      | (1)    |
| 7     | Ungarn                  | 0    | 1      | 3      | (4)    |
| 8     | Deutschland             | 0    | 1      | 2      | (3)    |
| 9     | Schweden                | 0    | 1      | 1      | (3)    |
| 10    | Spanien                 | 0    | 1      | 0      | (1)    |
| 11    | Irland                  | 0    | 0      | 3      | (3)    |
| 12    | Frankreich              | 0    | 0      | 2      | (2)    |
| 12    | Moldau                  | 0    | 0      | 2      | (2)    |
| 12    | Türkei                  | 0    | 0      | 2      | (2)    |
| 15    | Wales                   | 0    | 0      | 1      | (1)    |
| 15    | Bosnien und Herzegowina | 0    | 0      | 1      | (1)    |
| 15    | Lettland                | 0    | 0      | 1      | (1)    |
| 15    | Nordmazedonien          | 0    | 0      | 1      | (1)    |
| 15    | Polen                   | 0    | 0      | 1      | (1)    |
| 15    | Rumänien                | 0    | 0      | 1      | (1)    |
|       | TOTAL                   | 11   | 11     | 22     | (44)   |